# Опухоли языка
Опухоли языка — доброкачественные и злокачественные, развивающиеся из тканей языка. 

## Доброкачественные опухоли
- Аденома языка. Происходит из мелких слизистых железок.
- Ботриомиксома — опухолеобразное образование языка, образующееся в результате микротравм
- Гемангиома языка
- Ретенционные кисты
- Лимфангиома
- Липома и фибролипома
- Миома (миобластомиома, опухоль Абрикосова, или рабдомиома)
- Нейрофиброматоз языка
- Папиллома на поверхности слизистой оболочки языка
- Струма корня языка (зоб языка)
- Фиброма

## Злокачественные опухоли
- Рак языка
- Саркома языка